# Hayate Hachikubo
Hayate Hachikubo (født 23. juni 1993) er en japansk fodboldspiller, som spiller for den japanske fodboldklub Roasso Kumamoto.